# Stelio Savante
Stelio Savante est un acteur américain né le 24 avril 1970 au Cap en Afrique du Sud.

## Filmographie

### Cinéma
- 1996 : Close Up de Przemysław Reut : Frankie
- 2000 : Astoria de Nick Efteriades : Nick
- 2000 : Red Lipstick de Alexandra King : Le sans-abri riche
- 2000 : Manhattan Chase de Godfrey Ho : Dr. Ross
- 2001 : Un homme d'exception (A Beautiful Mind) de Ron Howard : Un technicien
- 2005 : The Coldest Winter de Michael Mustizer : Sergent
- 2006 : Ma Super Ex (My Super Ex-Girlfriend) de Ivan Reitman : Leo
- 2008 : Live Fast, Die Young de Timothy A. Chey : Rupe
- 2009 : Lost Angel de Keri Lurtz : Eric Bauer
- 2010 : Invictus de Clint Eastwood : Le présentateur sportif
- 2010 : What If… (en) de Dallas Jenkins : Joel Muller
- 2010 : Bad Ass de Adamo Paolo Cultraro : Antonio
- 2010 : Finding Hope Now (en) de Jennifer Tadlock : Ruben
- 2011 : A Million Colours (en) de Peter Bishai : Major Shawn Dixon
- 2011 : 3 Blind Saints de John Eschenbaum : Frankie
- 2012 : Sécurité rapprochée (Safe House) de Daniel Espinosa : Le commentateur sportif
- 2012 : Stealing Roses de Megan Clare Foster : Joey
- 2012 : Poe de Francis Xavier : Johnathan Poe
- 2013 : The Shift (en) de Lee Cipolla : Steve / Chef des pompiers
- 2013 : Jimmy (en) de Mark Freiburger : M. Laney
- 2013 : The Secret Village (en) de Swamy Kandan : Joe
- 2013 : Awakened (en) de Joycelyn Engle et Arno Malarone : Benny Dawson
- 2014 : Where the Road Runs Out (en) de Rudolf Buitendach : Martin
- 2015 : Que viva Eisenstein! (Eisenstein in Guanajuato) de Peter Greenaway : Hunter S. Kimbrough
- 2015 : Windsor (en) de Porter Farrell : Pierre Gandy
- 2016 : Army Dog de Ezra Kemp : Shérif Bill McCallister
- 2016 : Cassidy Way de Harvey Lowry : Le camionneur
- 2016 : Blood in the Water (en) de Ben Cummings et Orson Cummings : Marius Roos
- 2016 : Apartment 407 de Rudolf Buitendach : Alfonso
- 2017 : Death House (en) de Harrison Smith : Dr. Roos
- 2017 : No Postage Necessary (en) de Jeremy Culver : Agent Spécial Ames
- 2017 : Odious de Robert Sparks : Eddie
- 2018 : Avalanche de Todd L. Green : Nate
- 2018 : Running for Grace (en) de David L. Cunningham : Le maire
- 2018 : The Cleaning Lady de Jon Knautz : Michael
- 2018 : Bernie the Dolphin (en) de Kirk Harris : Brock Winters
- 2019 : Rapid Eye Movement de Peter Bishai : Steve Larabee
- 2019 : I Am That Man de Matthew Marsden : Détective Olsen
- 2020 : Infidel de Cyrus Nowrasteh : Pierre Barthes
- 2020 : The Message de Timothy Armstrong et Fernando De La Cruz : Gerald Walker
- 2020 : The Penitent Thief de Lucas Miles : Tiran
- 2021 : Destination Marfa (en) de Andy Stapp : Vincent, l'auto-stoppeur
- 2021 : Un quartier totalement wouf ! (Pups Alone) de Alex Merkin : Lenny
- 2022 : Brut Force de Eve Symington : Cuco
- 2022 : BlackWood de Chris Canfield : Henri
- 2022 : Pursuit of Freedom de George A. Johnson : Bedros
- 2022 : Find Her de Nick McCallum : Felix Leonard
- 2022 : What Remains (en) de Nathan Scoggins : Scott
- 2022 : Angry Neighbors de Warren Brock : Krento
- 2023 : Nefarious de Cary Solomon et Chuck Konzelman : Détective Russo
- 2023 : MobKing de Jokes Yanes : Big Bill
- 2023 : Fresh Kills (en) de Jennifer Esposito : Nello
- 2023 : Summer of Violence de Nicki Micheaux : Orateur de la cérémonie de remise des diplômes
- 2024 : Undefiled de Matthew McCaulley : Joe Baines
- 2024 : Between Borders de Mark Freiburger : Duane
- 2024 : Saint Nick of Bethlehem de Spencer Folmar et Daniel Roebuck : Harvey

#### Courts-métrages
- 2000 : A Grave Debt : Devo Campelli
- 2005 : Solidarity. : Adam
- 2008 : Dead of Ardennes : Sergent
- 2014 : The Two Thieves : Demas
- 2014 : Project Greenlight Finalist : Bob
- 2015 : Check, Please! : Carlos
- 2017 : Pronoia : Jeff
- 2018 : Love You Dad : Brian

### Télévision
- 2000 : Les Soprano : Gaetano Giarizzo (saison 2, épisode 8)
- 2000 : Haine et Passions : M. Black (2 épisodes)
- 2004 : La Force du destin : Garde Berger (7 épisodes)
- 2005 : New York, unité spéciale : Milan Zergin (saison 6, épisode 20)
- 2005 : New York, section criminelle : Phil Bartoli (saison 5, épisode 4)
- 2006 - 2007 : Ugly Betty : Steve (8 épisodes)
- 2007 : NCIS : Enquêtes spéciales : Danny Coyle (saison 5, épisode 7)
- 2008 : My Own Worst Enemy: Conspiracy Theory : Oliver (saison 1, épisode 1 et 2)
- 2009 : FBI : Portés disparus : Dimitri (saison 7, épisode 19)
- 2009 : Solly's Wisdom : Trey (saison 1, épisode 6)
- 2010 : La Vie de croisière de Zack et Cody : Stéphane (saison 2, épisode 28)
- 2010 : Undercovers : Hollis Kruger (saison 1, épisode 2)
- 2012 : Breakout Kings : Malko (saison 2, épisode 3)
- 2014 : Person of Interest : Aris Zappo (saison 3, épisode 14)
- 2015 : Togetherness : Yanni (saison 1, épisode 15)
- 2018 : Arrested Development : Gator (saison 5, épisode 8)
- 2018 : Creepy Chronicles : Jeff (saison 1, épisode 4)
- 2018 : The Haves and the Have Nots : Dino (saison 5, épisode 11 et 31)
- 2019 : The Chosen : Moses (saison 1, épisode 7)
- 2023 : FBI : Fabian Shabani (saison 5, épisode 22)
- 2023 : Captain Fall (en) : Le voyou papillon (voix - saison 1, épisode 3)
- 2025 : S.W.A.T. : Omar Morina (saison 8, épisode 12)

## Jeux vidéo
- 2003 : Midnight Club II : Primo
- 2008 : Army of Two : différentes voix
- 2008 : Command and Conquer : Alerte rouge 3 : Sergei
- 2009 : Command & Conquer: Red Alert 3 - Uprising (en) : Sergei
- 2010 : Army of Two : Le 40e Jour : différentes voix
- 2010 : Mass Effect 2 : différentes voix
- 2011 : Uncharted 3: L'Illusion de Drake : Pirates de l'Océan Indien
- 2011 : Call of Duty: Modern Warfare 3 : voix additionnelles
- 2012 : Tom Clancy's Ghost Recon: Future Soldier : Mercenaire nigérian / voix additionnelles
- 2016 : Uncharted 4: A Thief's End : Mercenaire de Shoreline
- 2016 : Call of Duty: Infinite Warfare
- 2017 : Uncharted: The Lost Legacy : Mercenaire de Shoreline
- 2018 : Call of Duty: Black Ops IIII : Spécialiste Ajax
- 2019 : Crackdown 3 : Agent
- 2022 : Call of Duty: Mobile : Ajax